# Boeing F-15
Boeing F-15 Eagle er et amerikansk to-motorers altvejrs taktisk jagerfly udviklet af McDonnell Douglas, der i dag er en del af Boeing. Flyets rolle er at opnå luftherredømme. Det er et af de mest succesfulde moderne jagerfly og har foretaget mere end 100 nedskydninger af fjendtlige fly.
Flyet blev designet af McDonnell Douglas efter at United States Air Force havde anmodet om tilbud på et jagerfly til opnåelse af luftherredømme. I 1967 besluttede US Air Force at gå videre med projektet. Flyet fløj første gang i juli 1972 og blev sat i tjeneste i 1976. F-15 Eagle produceres fortsat og er fortsat i aktiv tjeneste.
F-15A har været benyttet til affyring af det amerikanske ASM-135 missil designet til nedskydning af satellitter og har i en test succesfuldt nedskudt en amerikansk satellit i 1985.

## Udgaver
Boeing F-15 er blevet produceret i 5 versioner til USA. F-15A var den originale med plads til 1 pilot. F-15B var en tosædet til at omskole piloter. F-15C er en opgraderet F-15A, og er den mest benyttede version af F-15. F-15D er en tosædet der også kan bruges i kamp.
F-15E (også kaldet Strike Eagle) er en jagerbomber, med to besætningsmedlemmer og de seneste bomber og missiler. Mitsubishi byggede Japans F-15J og F-15DJ, svarende til F-15C/D. F-15E Strike Eagle er blevet eksporteret under følgende betegnelser; israelske F-15I Ra-am, sydkoreanske F-15K Slam Eagle, saudiarabiske F-15S og singaporeanske F-15SG.
- F-15A – 384 fremstillet i perioden 1972-79[4].
- F-15B – 61 fremstillet i perioden 1972-79.
- F-15C – 483 fremstillet i perioden 1979-85.
- F-15D – 92 fremstillet i perioden 1979-85.
- F-15J – 141 fremstillet i perioden 1979-97.
- F-15DJ – 37 fremstillet i perioden 1979-97.
- F-15E – 237 fremstillet i perioden 1985-2001.
- F-15I – 25 fremstillet i perioden 1996-98.
- F-15S – 72 fremstillet i perioden 1996-98.
- F-15K – 40 fremstillet i perioden 2005-08.
- F-15SG -

## Brugere
- USAF — F-15A/B/C/D/E
- Air National Guard — F-15A/B
- Israel — F-15A/B/C/D/I
- Japan — F-15J/DJ
- Saudi Arabien — F-15C/D/S
- Singapore — F-15SG
- Sydkorea — F-15K